# Tanzpädagogik
Unter Tanzpädagogik versteht man die Lehr- und Vermittlungstätigkeit von Tanz gegenüber tanzinteressierten Laien aller Altersstufen. Dabei können sowohl künstlerische als auch pädagogische Ziele im Vordergrund stehen. Ersteres ist der Fall, wenn es um die Heranführung an tänzerische Ausdrucks- und Gestaltungsformen, Techniken, Stile oder Genres geht. Es können aber auch pädagogische Zwecke dominieren und zwar, wenn die Körper- und Bewegungsschulung im Mittelpunkt steht oder wenn der Tanz das Medium ist, durch das eine Auseinandersetzung mit der eigenen Persönlichkeit oder ein kommunikativer Austausch in der Gruppe angeregt werden soll. Im Gegensatz zur Tanztherapie – hier geht es eher um die Behandlung des einzelnen Klienten – zielt die Tanzpädagogik auf eine Balance zwischen Körper- und Persönlichkeitsbildung des einzelnen, sozialem Prozess in der Gruppe und künstlerischer Form (bis hin zur Aufführung vor Publikum).

## Geschichte
Wichtige Bezugspunkte und Inspirationsquellen für die Entwicklung der Tanzpädagogik liegen beispielsweise in der Rhythmiklehre von Émile Jaques-Dalcroze, der Bewegungslehre von Rudolf von Laban, dem Tanz- und Bewegungskonzept von Anna Halprin sowie im Ballett, im Gesellschaftstanz, im modernen Ausdruckstanz, im Zeitgenössischen Tanz und in populären Tanzformen, -stilen und -genres.

## Arbeitsfelder
Tanzpädagogen arbeiten mit unterschiedlichen Alters- und Zielgruppen in Bereichen wie tänzerischer Erziehung, Tanzvermittlung, Gesundheitsprävention, Körperarbeit oder auch Rehabilitation und zwar in Schule, Kinder- und Jugendarbeit, in der Erwachsenenbildung und der Kulturarbeit, in Ballett-, Tanz- und Gymnastikschulen, im Fitness-/Wellness-/Präventionsbereich sowie auf sozialem und therapeutischem Gebiet. Um Tanzunterricht oder Tanzprojekte mit Menschen jeden Alters adäquat anleiten zu können, sind neben körperbezogenen und tänzerischen Kenntnissen auch rhythmisch-musikalische und methodisch-didaktische Kompetenzen erforderlich.

## Ausbildungsrichtlinien
Der Beirat Tanz im Deutschen Kulturrat hat 2007 einige Anforderungen für die Ausbildung von Tanzpädagogen formuliert. Der Bundesverband Tanz in Schulen 2011 einen Qualitätsrahmen als Orientierungshilfe veröffentlicht.
Demnach sollten Tanzpädagogen möglichst viele der unten genannten Kompetenzen mitbringen:
- Kenntnisse in verschiedenen Körper- und Bewegungslehren
- Grundkenntnisse in Rhythmik
- Verschiedene Tanzstile und -techniken
- Grundlagen des Kreativen Tanzes und der Improvisation
- Kenntnisse in Tanzkomposition und Choreographie
- Tanztheorie und Tanzgeschichte
- Funktionelle Anatomie und Physiologie
- Kenntnisse in Pädagogik, Psychologie und Bewegungstherapie
- Trainings- und Ernährungslehre
- Didaktisch-methodische Kenntnisse für die Unterrichtspraxis
- Kenntnisse zur Anleitung von Gruppen
- Kenntnisse in Rechts- und Versicherungsfragen

## Studiengänge und Ausbildungsgänge
Qualifikationen im Bereich der Tanzpädagogik lassen sich sowohl in Form eines Studiums als auch im Rahmen nicht-universitärer Aus- und Weiterbildung erlangen.
Bachelor oder Master-Studiengänge, die auch tanzpädagogische Inhalte umfassen, werden angeboten an der Deutschen Sporthochschule in Köln, an der Hochschule für Musik und Darstellende Kunst Frankfurt am Main, an der Staatlichen Hochschule für Musik und Darstellende Kunst in Mannheim, an der Folkwang Universität der Künste in Essen und an der Palucca Hochschule für Tanz Dresden.
Darüber hinaus bieten einige Verbände und Akademien berufsbegleitende Fortbildungen zum Tanzpädagogen an: wie der Deutsche Bundesverband Tanz (DBT), die Akademie Remscheid, das Off-Theater nrw – Akademie für Theater, Tanz und Kultur in Neuss, sowie Tanzimpulse, das Institut für Tanzpädagogik in Köln. Der Deutsche Berufsverband für Tanzpädagogik (DBfT) hat ein eigenes Qualifizierungsprogramm entwickelt. Darüber hinaus gibt es eine Reihe weiterer Institutionen und Vereine, die eigene tanzpädagogische Fortbildungsgänge konzipiert haben.